# Biomécatronique

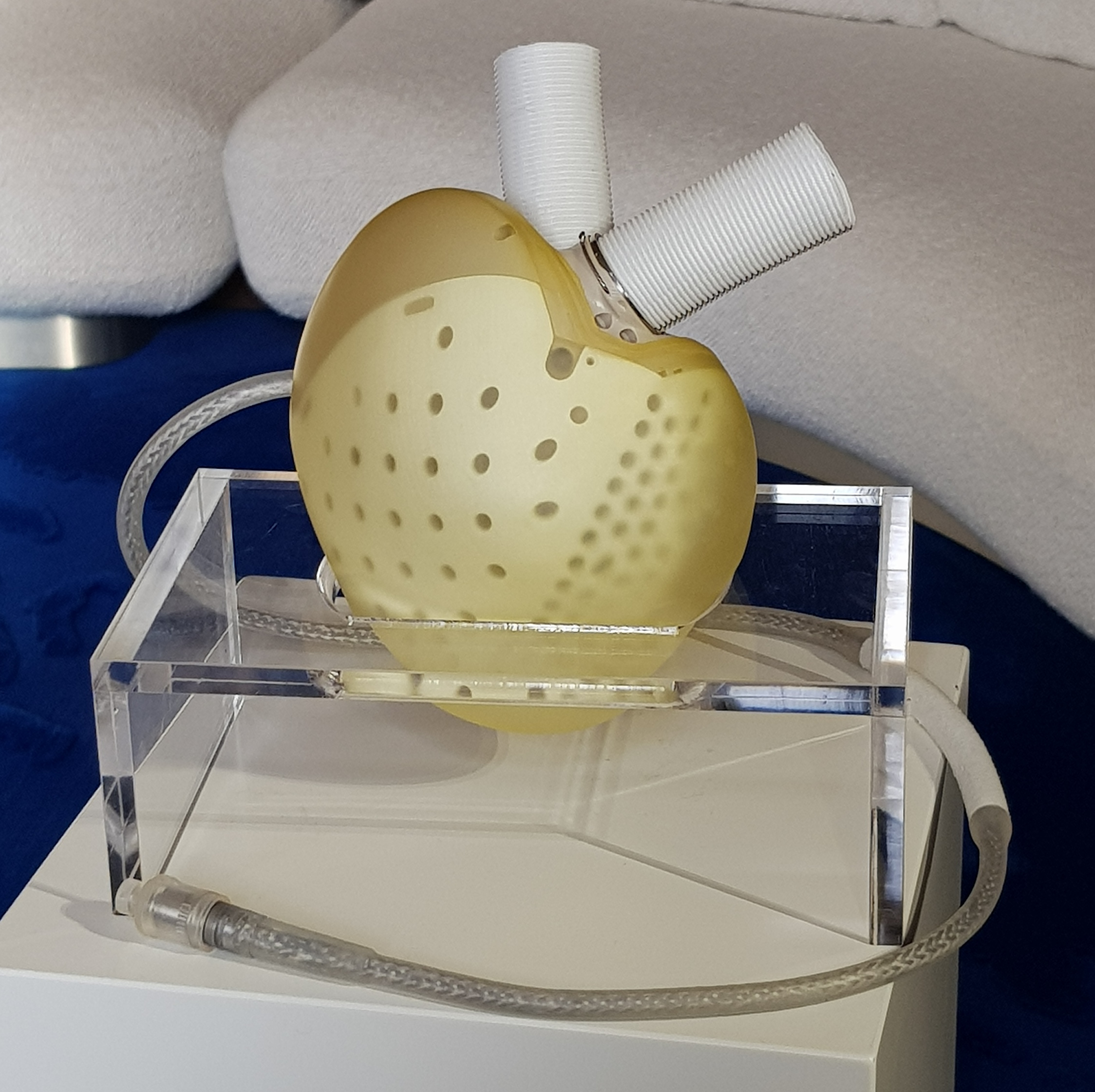

La biomécatronique est une science appliquée interdisciplinaire associant les recherches fondamentales en biomécanique aux techniques médicales et robotiques, et ayant pour objectif d’intégrer des éléments mécaniques dans le corps humain.
Cette intégration (qui nécessitera souvent des techniques de chirurgie implantatoire) s’opère autant dans le but :
- de le corriger ou le réparer en cas d’organe défaillant ou peu efficace : technique « orthotique » souvent associée à la chirurgie réparatrice, et utilisant des prothèses implantées ou externes pouvant être :
  - soit mécaniques et couramment employées en chirurgie orthopédique (réparation des fractures, attelles d’allongement de membres, ...), chirurgie esthétique (prothèses de sein, prothèses péniennes), orthodontie (prothèses dentaires) voire aussi en orthoptie (lentilles permanentes, technique délaissée au profit d’autres techniques ophtalmologiques chirurgicales),
  - soit électromécaniques tels en cardiologie les classiques stimulateurs cardiaques ou en orthoptie les prothèses auditives modernes ;
- de remplacer complètement un organe totalement inopérant : technique « prosthétique » qui peut se substituer temporairement ou à long terme à la greffe d’un véritable organe, utilisant des prothèses implantées, pouvant être :
  - soit mécaniques et passives telles les prothèses de hanche ou de membres en orthopédie, ou en cardiologie les aortes artificielles et autres gros vaisseaux sanguins artificiels,
  - soit électromécaniques et actives tels les cœurs artificiels, les reins artificiels implantés, et les injecteurs programmables de médicaments ou produits organiques (par exemple comme technique de traitement du diabète insulino-dépendant) ;
- d'en améliorer les capacités (usages surtout militaires pour le moment, normalement par des techniques orthotiques à l’aide de prothèses implantées ou externes).

On peut résumer la biomécatronique comme étant la science des « cyborgs dans la vraie vie ».
On notera toutefois que les techniques de prothèses sont souvent palliatives à la greffe d’organes réels, notamment les techniques prosthétiques qui utilisent des prothèses électromécaniques, car elles sont nettement plus fragiles que les prothèses purement mécaniques, plus complexes à concevoir et très coûteuses, et nettement moins efficaces que les organes qu’ils remplacent (contrairement aux prothèses purement mécaniques dont l’efficacité et la robustesse est démontrée et qui sont largement utilisées depuis très longtemps en chirurgie réparatrice) ; de plus, ces prothèses posent de sérieux problèmes liés à la fourniture de l’énergie d’alimentation que le corps ne fournit pas naturellement.
Par contre, de sérieuses avancées aujourd’hui conduisent au développement de prothèses externes ne nécessitant pas d’implantation chirurgicale et facilement réparable ou remplaçable, techniques normalement associées à la rééducation fonctionnelle, par exemple :
- les exosquelettes artificiels (par exemple pour le traitement et l’assistance à la marche des patients atteint de la maladie des os fragiles), plus perfectionnés et fonctionnels que les anciennes atèles (qui en fait empêchaient davantage les mouvements), des développements sont en cours pour les réalisations d'exosquelettes motorisés ;
- les muscles artificiels (pour l’assistance des malades atteints de myopathies fonctionnelles, ou de patients dont certains muscles indispensables au mouvement ont été amputés et pas complètement remplacés par des autogreffes de muscles provenant d’autres parties du corps) ;
- les robots commandés par les muscles (surtout en orthopédie, après amputation partielle voire totale d’un membre),